# Maison carrée
Pour les articles homonymes, voir Maison carrée (homonymie).

La Maison carrée est un temple romain hexastyle achevé au début du Ier siècle apr. J.-C. à Nîmes, dans le Gard.
Lors de sa construction, la Maison carrée est dédiée pour Auguste à la gloire de ses deux petits-fils : les consuls et chefs militaires Lucius Caesar et Caius Julius Caesar. Au fil des siècles, le temple est notamment devenu une maison consulaire, une église puis un musée des arts antiques. Il s'agit aujourd'hui du temple romain le mieux conservé au monde.
La Maison carrée fait l’objet d’un classement au titre des monuments historiques par la liste de 1840. Depuis septembre 2023, elle est inscrite sur la liste du patrimoine mondial de l'Unesco.

## À propos du nom
La Maison carrée porte ce nom depuis le XVIe siècle. En effet, dans la langue française de cette époque, toute figure géométrique ayant quatre angles droits était désignée par le mot « carré » : le « carré long » était le rectangle et le « carré parfait » notre carré actuel. C'est la raison pour laquelle, malgré sa forme rectangulaire, ce temple a reçu l'appellation de « Maison carrée ».

## Historique

### Époque romaine
La Maison carrée, temple du forum de la ville, était le second lieu dédié au culte impérial avec le sanctuaire de la Fontaine. Il s’agit du temple le mieux conservé du monde romain. Cet édifice a été bâti entre 10 av. J.-C. et 4 apr. J.-C., à l’extrémité sud du forum, sous le règne d’Auguste.
La place du forum où a été édifié le temple s’étendait sur 80 m de long et était encadrée par un double portique sur les côtés est et ouest. Au sud, la place était fermée par un mur aveugle orné de pilastres et au nord, par un bâtiment rectangulaire de 18 par 14 m, que l’on identifie aujourd’hui comme étant la curie. Le temple s'inscrivait ainsi dans un péribole délimité par cette place.

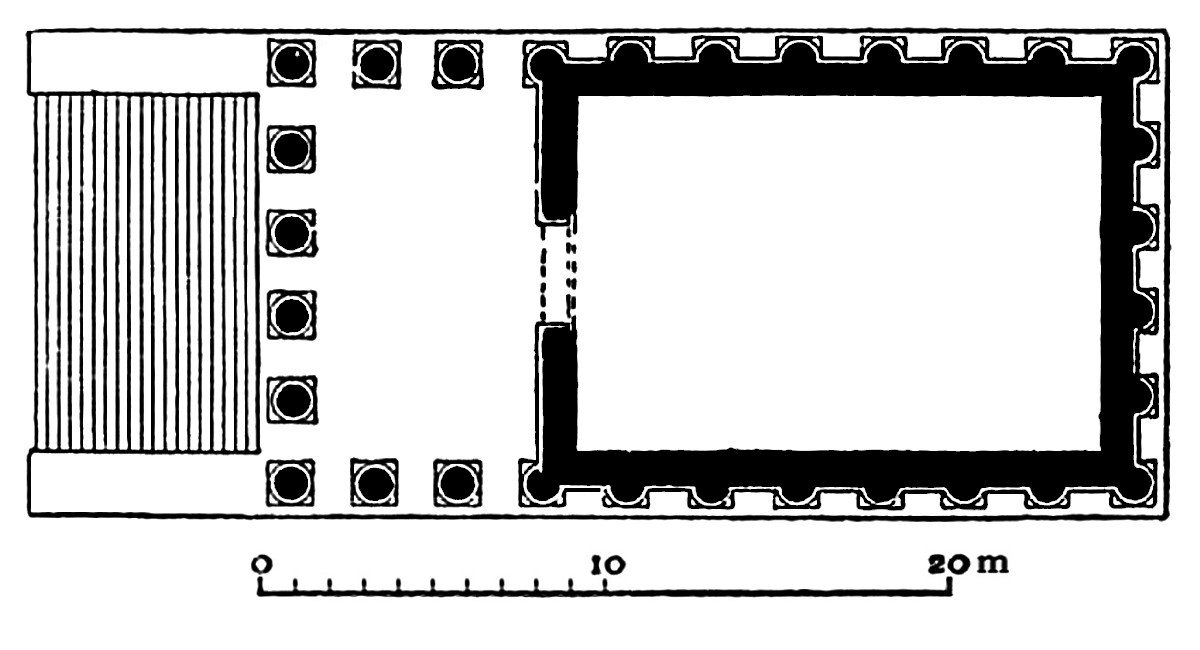
Le plan de l’ancien temple.

La Maison carrée est un édifice hexastyle corinthien et pseudo-périptère, qui mesure 13,54 m de large sur 26,42 m de long. Trente colonnes de 9 m de haut chacune enserrent la structure intérieure. Celle-ci est formée d’une cella, de 10,50 m par 16 m, précédée d’un pronaos dont le plafond est moderne. À l’origine, on devait pénétrer dans la cella par une grande porte de près de sept mètres de haut.
Ce temple est édifié sur un haut podium de 2,65 m qui lui donne une position dominante par rapport à son environnement. L’accès à la cella se fait par un escalier unique de quinze marches (le nombre de marches est toujours impair). Cet accès était réservé aux prêtres. La cella a pour fonction d'abriter la statue du ou des dieux honorés. Les cérémonies se déroulaient autour d'un autel placé devant l'entrée. Ces deux façons de faire sont directement issues de la tradition étrusque, encore présente à Rome et en Italie. La structure du plan et l’utilisation de l’ordre corinthien dénotent quant à eux une influence grecque. Enfin, la disposition pseudo-périptère, présente en Italie depuis le début du Ier siècle av. J.-C., permet d’animer et de rythmer la façade. Cette architecture s’inspire directement du temple d'Apollon à Rome, dont la Maison carrée se veut un modèle réduit. Le temple d'Auguste et de Livie à Vienne semble aussi constituer une variante de ce type d’organisation. La fonction religieuse de ce dernier était par ailleurs très comparable à celle de la Maison carrée de Nîmes, puisqu’on y célébrait aussi le culte impérial. En ce qui concerne le décor, il est essentiellement formé par l’entablement et les chapiteaux des colonnes qui le soutiennent. Sa composition comprend une architrave divisée en trois bandeaux et ornée d’une frise à rinceaux. À l’intérieur, on n’a conservé aucune trace du décor d’origine, bien qu’il ait été reconstitué.
Construire un édifice cultuel suppose une autorisation du pouvoir — ici, d'Auguste. Son exécution, même si elle est confiée à des équipes régionales, est strictement encadrée. Seuls les modèles inspirés des créations officielles de Rome pouvaient être édifiés. Le plan pseudo-périptère de la Maison carrée est analogue à celui du temple d'Apollon au sud du champ de Mars à Rome. Le décor d'ordre corinthien de la colonnade engagé, les chapiteaux sont fidèles au modèle du temple de Mars Ultor à Rome. La frise est composée d'enroulements de rinceaux d'acanthe, elle imite celle de l'Ara Pacis de Rome.

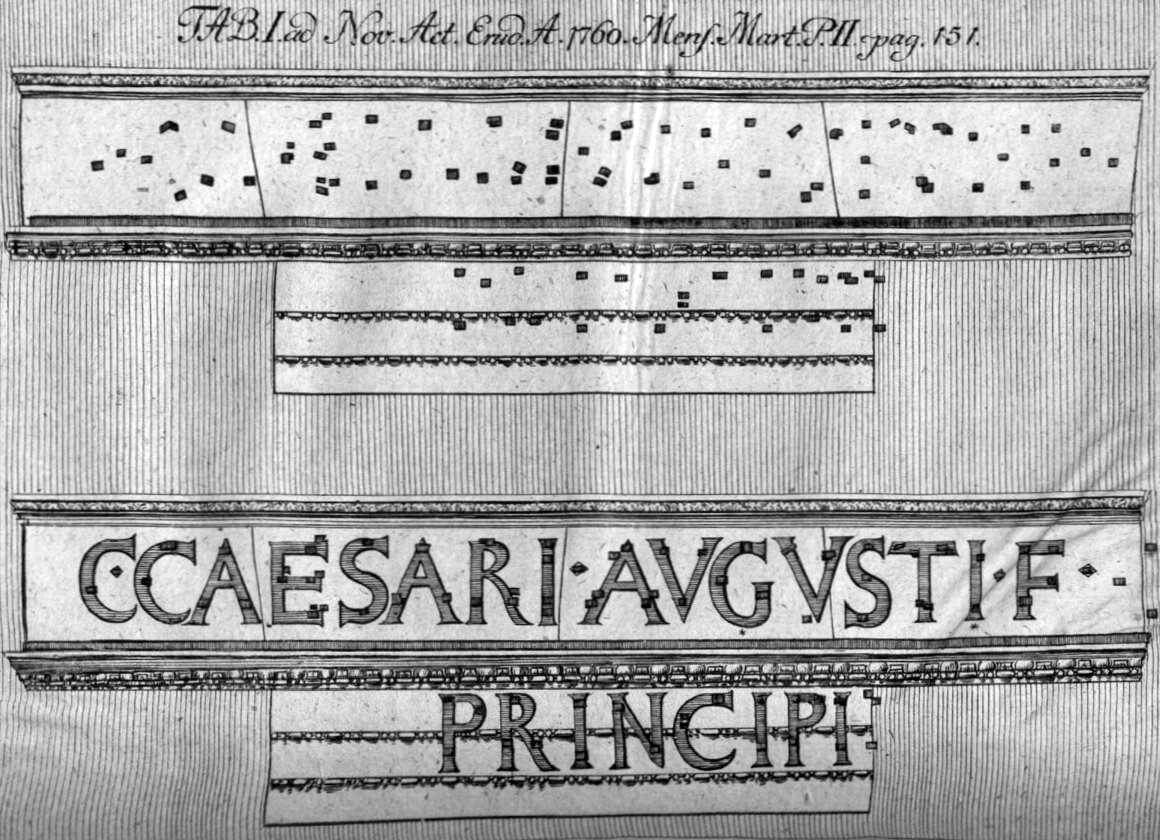
Illustration à la critique de Dissertation sur l'ancienne inscription de la Maison-Carrée de Nismes publiée sur les Acta Eruditorum, 1760.

Le temple portait sur son frontispice, inscrite en lettres de bronze scellées dans la pierre, une dédicace expliquant le rôle de l'édifice. Cette dédicace a aujourd'hui disparu, mais grâce à la disposition des trous de scellement encore visibles, le grand érudit nîmois Jean-François Séguier est parvenu en 1758 à recomposer le texte original : « À Caius Caesar consul et Lucius Caesar consul désignés, fils d'Auguste, princes de la jeunesse ». Le temple est dédié aux héritiers d’Auguste, Caius et Lucius Caesar, qui sont les petits-fils et héritiers désignés d’Auguste avant qu’ils ne meurent prématurément. Caius et Lucius sont les fils d'Agrippa et Julie (fille d'Auguste). Agrippa fut le plus proche conseiller et auxiliaire d'Auguste. Il est le patron de la ville de Nemausus et le défenseur officiel des intérêts de la cité et de ses citoyens devant le Sénat de Rome. À sa mort, il transmet le patronage à son fils aîné Caius. À la mort de Caius et Lucius, les Nîmois avec l'accord du pouvoir à Rome décident de leur dédier ce temple. Grâce à la première ligne de cette dédicace, il est possible de dater l’achèvement de la Maison carrée entre les ans 2 et 3, d’après la date du consulat de Caius et Lucius. La seconde ligne, placée postérieurement, date des ans 4-5. Le temple, comme le sanctuaire de la Fontaine, restera dédié à l’empereur en place bien des générations après la mort d’Auguste. Il en sera ainsi pour tous les temples impériaux gallo-romains de cette époque. Dans la réalité des faits, on continue de vénérer l’empereur de chaque époque sous le titre d’Auguste, ce qui permet de conserver l’idée de départ.

### Moyen Âge

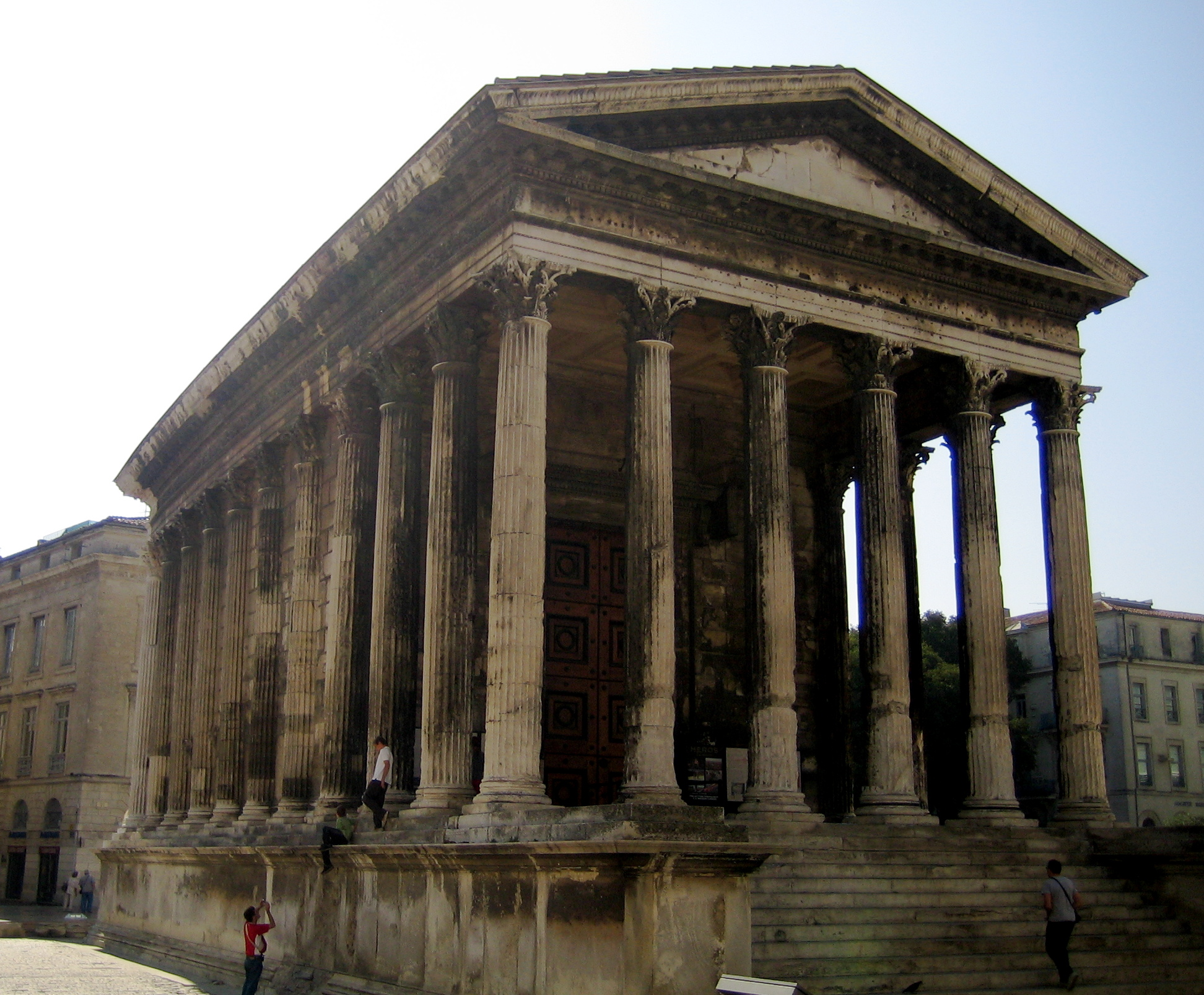
La Maison carrée avant sa restauration.

L'histoire post-romaine de l’édifice est mouvementée, il est étonnant qu'il nous soit parvenu en si bon état.
Du XIe au XVIe siècle, la Maison carrée est utilisée comme maison consulaire de Nîmes, c'est-à-dire une sorte d'hôtel de ville — au Moyen Âge, les consuls sont certains échevins du Midi de la France. À cette époque, le bâtiment est appelé Capitole ou Cap-duel.
L'édifice subit alors de nombreuses transformations pour l'adapter aux besoins de ses nouveaux occupants. L’historien nîmois Léon Ménard donne une description de ces modifications imposées à l'ancien temple romain :

« D’abord on divisa l’intérieur en plusieurs pièces, et même en deux étages ; on y forma des voûtes, on y construisit une cheminée, qui fut adossée contre le mur du levant, et un escalier à vis contre celui du couchant. De plus, pour éclairer ces nouveaux appartements, on y fit plusieurs fenêtres carrées. Les consuls ajoutèrent dans la suite quelque chose à cet ordre. Ils firent fermer le vestibule par une muraille, qui allait d’une colonne à l’autre, alors, on ouvrit d’autres fenêtres et l’on fit une cave de la voûte souterraine du vestibule. On abattit aussi le perron. »

L'édifice devient une maison d'habitation, une écurie, puis une église, l'église des Augustins. Propriété des ecclésiastiques, il est convoité par la duchesse d’Uzès qui souhaite en faire un tombeau pour son mari, Antoine de Crussol.

### Révolution française
Pendant l’époque révolutionnaire, la Maison carrée est le lieu de réunion du Directoire, puis, entre 1800 et 1807, devient la préfecture du département du Gard.
Restaurée, comme les autres monuments nîmois, au XIXe siècle, l'édifice porte, gravé en lettres romaines sur le flanc ouest, un court texte en latin : « Réparé par la munificence du roi et l'argent offert par les citoyens, 1822 ».
En 1824, la Maison carrée devient un lieu d'exposition d'objets antiques.

### Aujourd'hui
En 1992, la Maison carrée a reçu une nouvelle toiture, reproduction fidèle de l'original antique, composée de grandes tuiles plates (tegulae) et de tuiles-canal (imbrices) moulées à la main.
En 1993, l'architecte britannique Norman Foster construisit face à la Maison carrée un bâtiment appelé Carré d'Art, prévu pour accueillir un musée d'art contemporain, et pensé comme le pendant moderne de la Maison carrée. Il réaménagea également la place attenante afin d'assurer une harmonie entre les deux édifices.

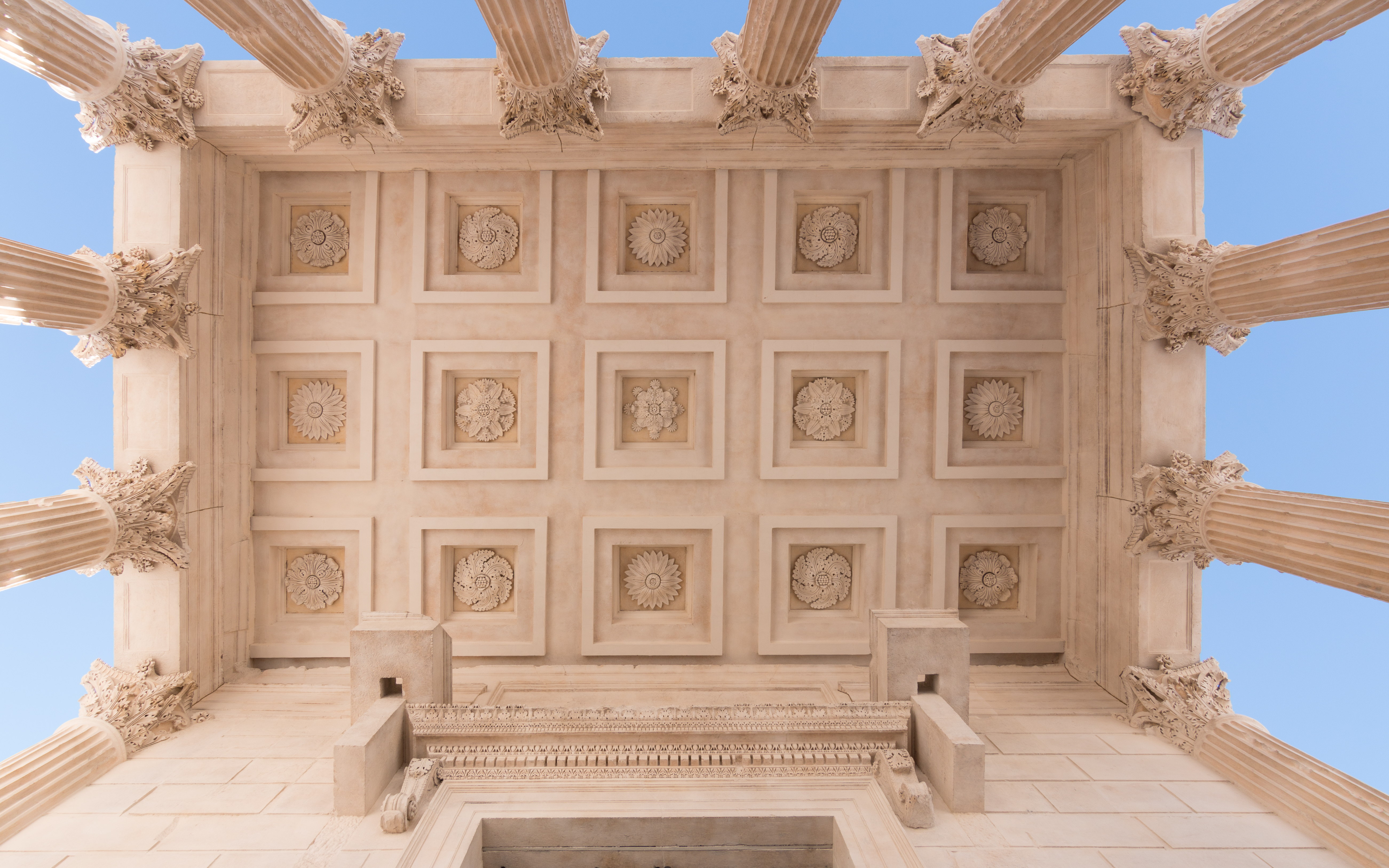
Plafond de la façade principale.

En 2006-2007, la façade sud de la Maison carrée a bénéficié d'une rénovation qui lui permit de retrouver une blancheur parfois contestée (badigeon au lait de chaux afin de recréer un calcin sur la pierre et, donc, de mieux protéger celle-ci des agressions du temps). Ce long travail se poursuivit en 2007-2008 par la façade ouest, en 2008-2009 par la façade est et enfin, en 2009-2010 pour ce qui est de la façade principale, sur laquelle il fut envisagé de restituer les lettres de bronze de la dédicace originale.
Le 12 février 2011, la ville de Nîmes a fêté la fin de la restauration de la Maison carrée. Une exposition intitulée Maison carrée restaurée l'a relatée au Carré d'Art. Il aura fallu pas moins de quatre ans et plus de 44 000 heures de travail aux équipes de l'architecte des monuments historiques, Thierry Algrin, pour venir à bout de la restauration de ce patrimoine exceptionnel.
En raison de ses multiples utilisations depuis 2000 ans, le décor de l'intérieur de la Maison carrée n'a pas été conservé, seul son aspect extérieur est intact. Jusqu'en 2021, Culturespaces (société gestionnaire de l'accueil du monument par délégation de service public) a projeté un film en 3D à l'intérieur de l'édifice qui plongeait le spectateur dans la vie quotidienne d’un habitant de Nîmes depuis la naissance de Nîmes jusqu'à l'Empire Romain.[réf. nécessaire]
Aujourd'hui, la Maison carrée est gérée en délégation de service public par Edeis sous le contrôle d'un comité scientifique piloté par la Ville de Nîmes. L'intérieur a été entièrement repensé comme un espace de médiation présentant pour la première fois à l'intérieur du monument son histoire. Les travaux de revalorisation de la grande salle intérieure de la Maison carrée ainsi que les contenus scientifiques ont été conçus et réalisés en collaboration et sous le contrôle des services de l'État avec des conservateurs du patrimoine et de l'architecture. Le public peut y découvrir avec une grande maquette du monument reconstitué avec ses portiques sur le forum romain, de nombreux supports de médiation thématiques et historiques ainsi que les vidéos-témoignages de l'historien de l'architecture romaine et académicien Pierre GROS spécialiste de la Maison carrée, l'architecte de Carré d'art Norman Foster et de l'historien de l'antiquité Gilles Sauron.[réf. nécessaire]
Pour les personnes malentendantes, l'accueil est équipé de boucles d'induction magnétique (BIM) pour faciliter le parcours des personnes malentendantes.
Pour les personnes à mobilité réduite : la Maison carrée comporte 15 marches, elle n’est donc pas accessible pour les personnes en situation de handicap moteur. Une tablette comportant une vidéo de visite de l'intérieur de la Maison carrée est à disposition sur demande.

### Patrimoine mondial
Choisie par la France pour être présentée au Comité du Patrimoine mondial en 2023, la candidature de la Maison carrée est portée par la municipalité de Nîmes. Ayant franchi la totalité des étapes de validation, le dossier de candidature a été déposé, au nom de la France via le Ministère de la culture - Direction Générale des Patrimoines et de l'Architecture, par son excellence l'ambassadrice de France auprès de l'Unesco, au Centre du patrimoine mondial de l'Unesco à Paris en janvier 2022. La candidature de la Maison carrée de Nîmes a été examinée lors de la 45e session du Comité du patrimoine mondial de l'UNESCO qui s'est réuni à Riyad, en Arabie saoudite, du 10 au 25 septembre 2023.
Davantage que sa beauté architecturale incontestable, la valeur de ce temple du culte impérial témoigne de ce moment de l'histoire qui vit avec l'avènement du premier empereur de Rome, la Pax Romana, une paix négociée qui durera plus de deux siècles.
La Maison carrée de Nîmes est l’unique et plus ancien représentant de l’ordre corinthien Augustéen toujours en élévation, ayant conservé intact l’ensemble de son décor. Avec son exceptionnelle frise ornée d’enroulements de rinceaux de feuilles d’acanthe, elle est aussi avec le Panthéon à Rome, le temple le mieux conservé du monde romain constituant ainsi l’un des témoignages les plus importants de l’architecture et de la diffusion du culte impérial dans les provinces de l’Empire.
La valeur universelle exceptionnelle du monument nîmois repose sur la démonstration que la Maison carrée, édifiée du vivant de l’Empereur Auguste au premier siècle de notre ère, représente l’une des plus anciennes expressions, et des mieux conservées d’un temple romain consacré au culte impérial et qu’elle est un monument d’une qualité architecturale remarquable qui, par les circonstances historiques de sa création, par l’importance politique de sa consécration et des choix stylistiques qui ont présidé à son édification, témoigne des valeurs de paix durable, de concorde et de prospérité que promut et chercha à garantir l’Empire romain.
Lors de la 45 session élargie du Comité du patrimoine mondial de l'Unesco à Riyad en Arabie saoudite en septembre 2023, la Maison carrée de Nîmes a été inscrite sur la liste du patrimoine mondial de l'Unesco.
Elle devient le 51e monument français à obtenir son classement au patrimoine mondial de l'Unesco le 18 septembre 2023,.

## La famille d'Auguste

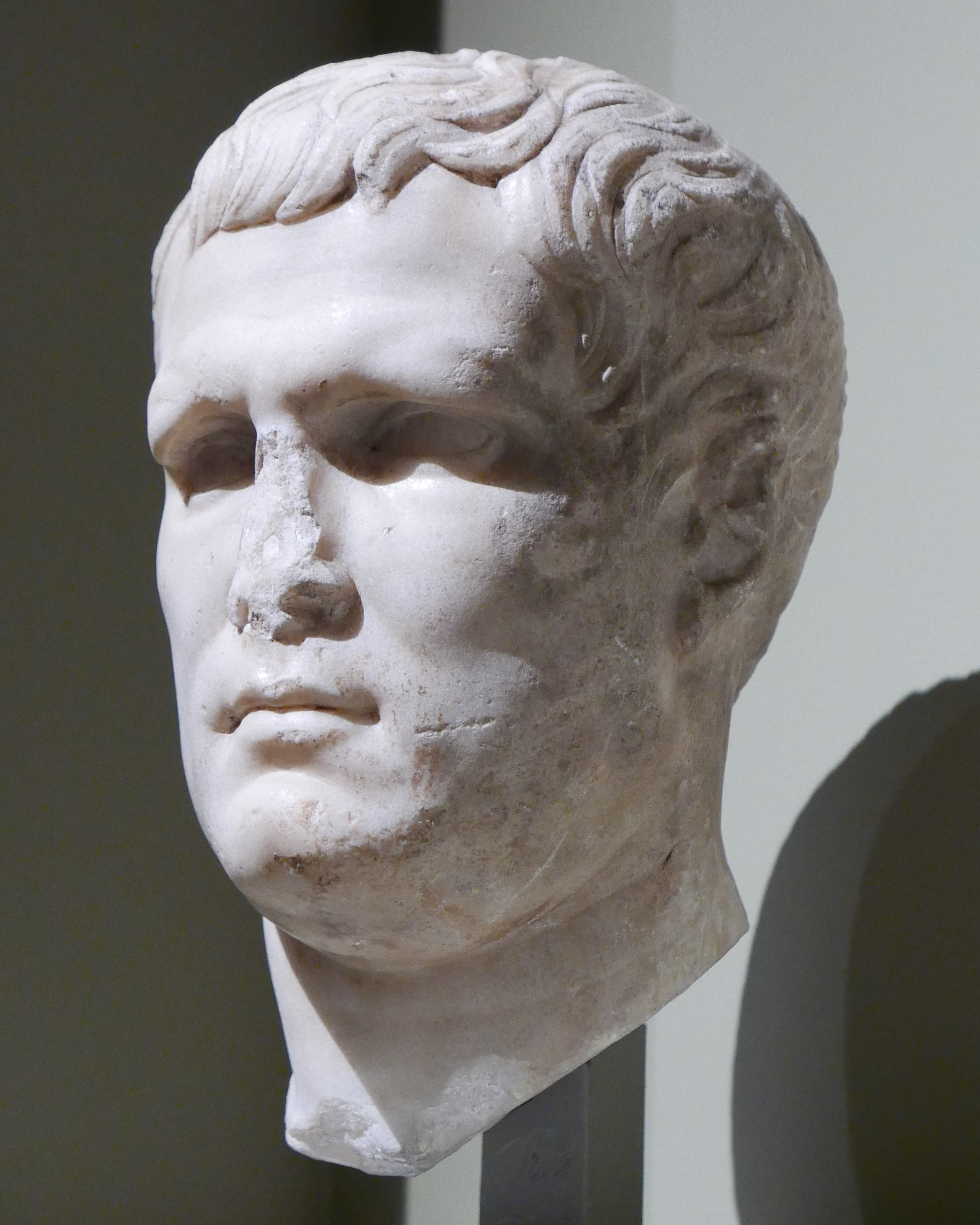
Agrippa
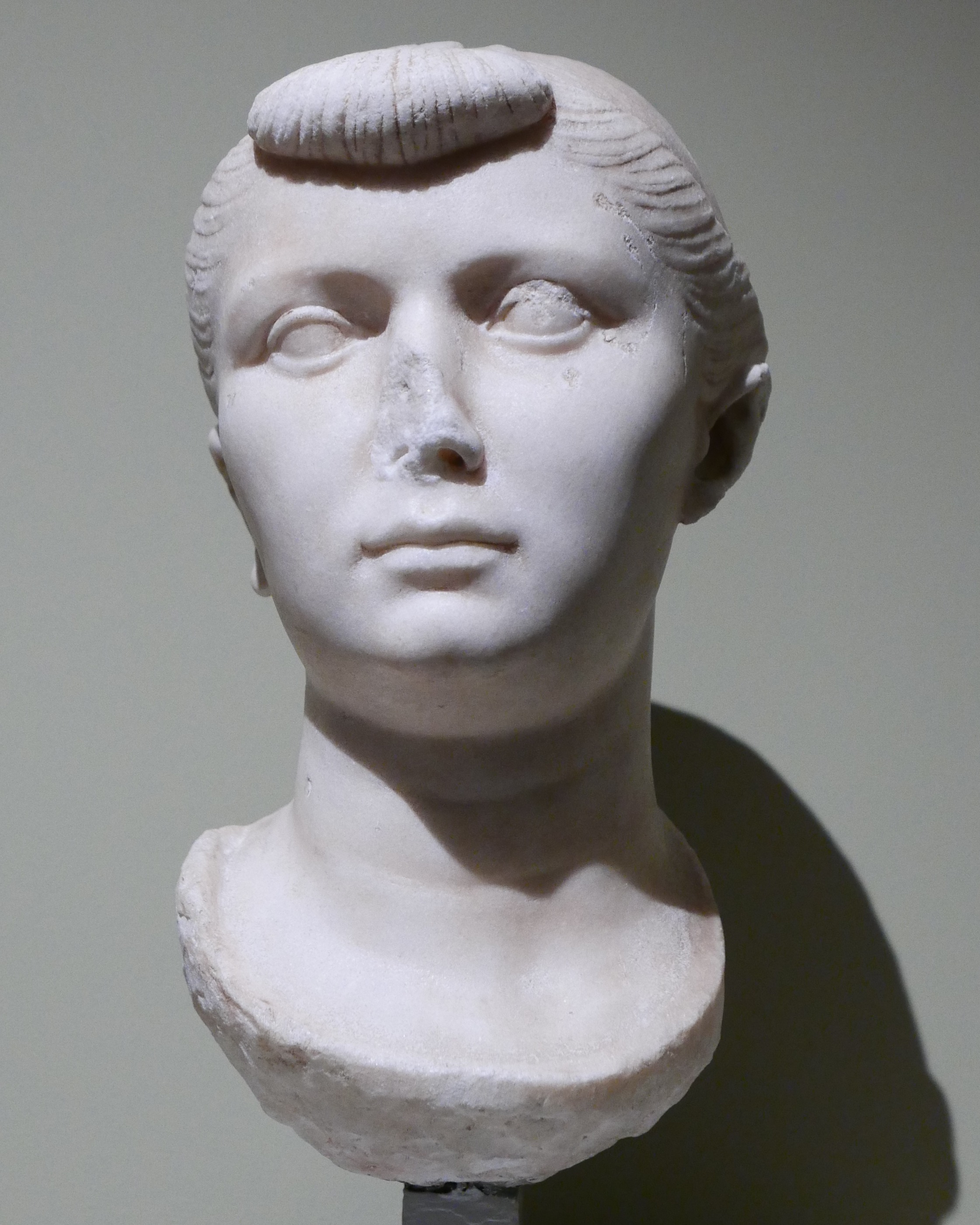
Julie
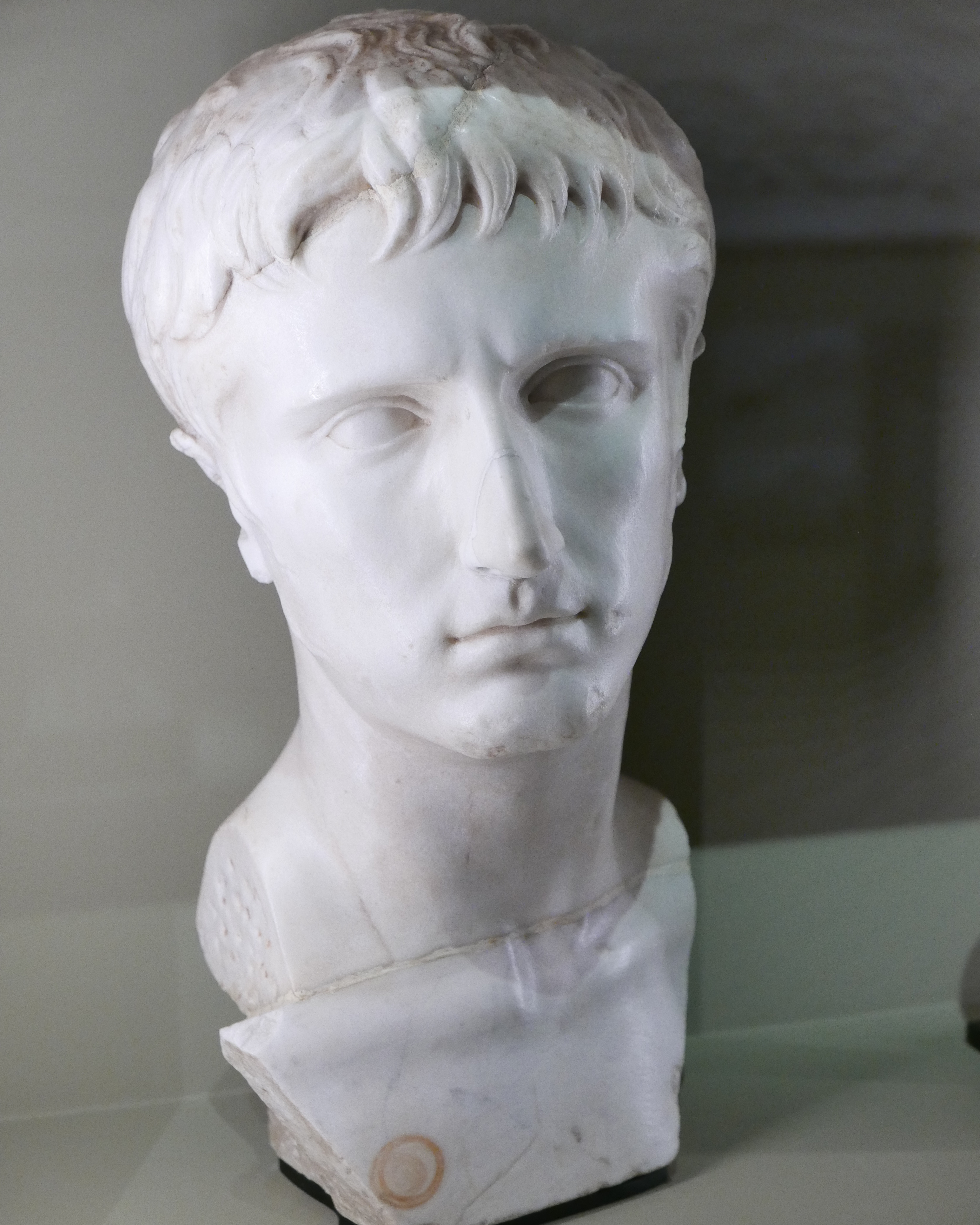
Caius César
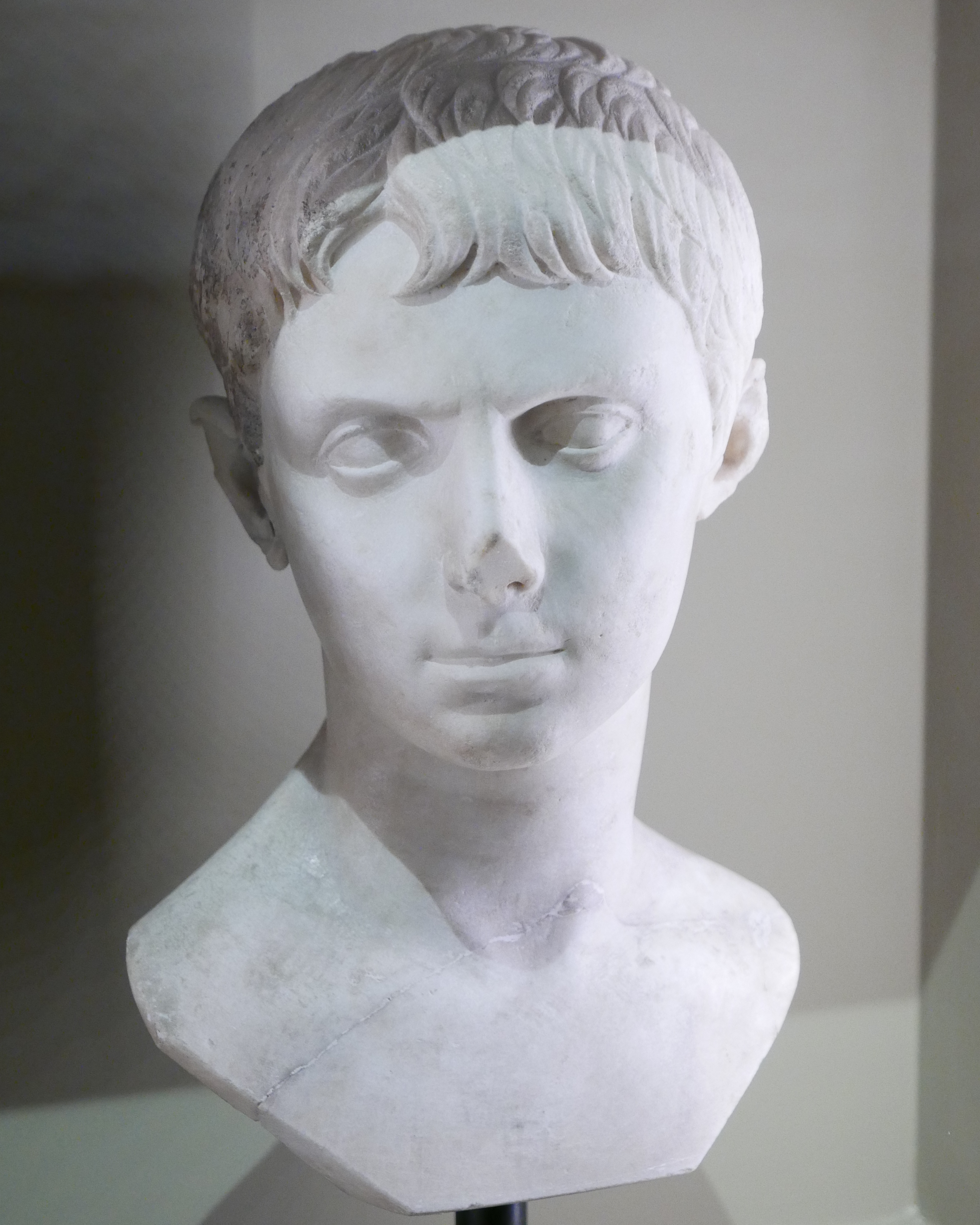
Lucius César